# Kénesd
Kénesd, 1910-ig Trimpoel vagy Trempoele (pecsétjén) (románul: Trâmpoiele) falu Romániában, Erdélyben, Fehér megyében.

## Nevének eredete
Nevét először 1733-ban Tompojetye, 1805-ben Trimpojile, 1808-ban Trimpoel alakban írták. A román (în)tre Ampoiele szószerkezetből ered, melynek jelentése 'Ompolyok köze'. Arra utal, hogy a név eredetileg az Ompoly folyó két ága között elszórt házakat jelölte. A Kénesd nevet a helyi főszolgabíró ötletéből 1910-ben a magyar hatóságok vezették be, utalva  a falu mellett lévő kén- (helyesebben pirit-) bányára. A magyar kén szó más nyomot is hagyott a környék helynévanyagán: Cheneș a helyi neve a Zalatna és Nagyompoly között, az Ompoly jobb partján elhelyezkedő házcsoportnak (hivatalos neve Pirita). Ezt az ompoly-völgyi vasút megállójának magyar neve után kapta.

## Fekvése
Az Erdélyi-érchegységben, Zalatnától négy kilométerre északnyugatra fekszik. Egy falumagból és a körülötte szórtan elhelyezkedő tanyákból áll.

## Népesség
- 1880-ban 936 lakosából 890 volt román és 46 egyéb (cigány) anyanyelvű; 936 ortodox vallású.
- 2002-ben (az 1956-ban különvált Dealu Roatei és Dobrot nélkül) 519 román nemzetiségű lakosa volt, közülük 510 ortodox vallású.

## Története
Alsó-Fehér vármegyei román falu volt, az 1850-es évekig a zalatnai Felső uradalomhoz, a 20. század elején a Magyarigeni járáshoz tartozott.
A Valea Dosului-völgyben és a Băbuia-hegy oldalában az új- és a modern korban cinnabaritot bányásztak (lásd Nagyompolynál). A modern korban ezenkívül arany-, ezüst- és piritbányái is működtek. Az 1900-at megelőző években a helyi bányavállalat 137 munkást foglalkoztatott és évi mintegy hét tonna piritet termelt ki, amelyből Zalatnán kénsavat gyártottak. 1931-ben a Mica vállalat a falutól északra fekvő Breaza hegy oldalában nyitott új aranybányát (Fața Băii).